# Мандя, Павел Яковлевич
Павел Яковлевич Мандя (укр. Павло Якович Мандя; род. 1927) — советский и украинский спортсмен и тренер (гиревой спорт, пауэрлифтинг); Заслуженный тренер Украины (2012), судья республиканской категории по тяжёлой атлетике (1962).

## Биография
Родился 21 сентября 1927 года в селе Великий Байрак Миргородского района Полтавской области Украинской ССР.
Участник Великой Отечественной войны, был сапёром — расчищал от мин освобождённые территории. В 1945—1951 годах находился на военной службе в Советской армии на Чукотке.
После демобилизации, с 1953 года, жил в Полтаве, занимался спортом. Работал инструктором спортивного общества «Спартак», с 1956 года — спортивного общества «Колхозник», с 1969 года — начальник отдела областного спорткомитета.
В 1964 году окончил Киевский институт физической культуры. С 1976 года — старший преподаватель кафедры физического воспитания Полтавского технического университета.
Среди воспитанников П. Я. Манди — Михаил Буланый (Заслуженный мастер спорта Украины), Александр Сировский (чемпион СССР 1974 года), Юрий Химченко (чемпион мира по гиревому спорту среди юниоров 2004 года), Олег Коломиец (чемпион мира по гиревому спорту). В общей сложности 37 воспитанников Павла Манди добыли награды различного достоинства.